# Сант-Амброджо-суль-Гарильяно
Сант-Амброджо-суль-Гарильяно (итал. Sant'Ambrogio sul Garigliano) — коммуна в Италии, располагается в регионе Лацио, в провинции Фрозиноне.
Население составляет 993 человека (2008 г.), плотность населения составляет 111 чел./км². Занимает площадь 9 км². Почтовый индекс — 3040. Телефонный код — 0776.
Покровителем коммуны почитается священномученик Власий Севастийский (San Biagio), празднование 3 февраля.

## Демография
Динамика населения:

## Администрация коммуны
- Официальный сайт: http://www.comune.santambrogiosulgarigliano.fr.it/